# Ira Allen Eastman

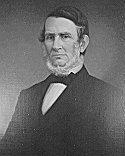
Ira Allen Eastman

Ira Allen Eastman (* 1. Januar 1809 in Gilmanton, Belknap County, New Hampshire; † 21. März 1881 in Manchester, New Hampshire) war ein US-amerikanischer Politiker. Zwischen 1839 und 1843 vertrat er den Bundesstaat New Hampshire im US-Repräsentantenhaus.

## Werdegang
Ira Eastman war der Neffe von Nehemiah Eastman (1782–1856), der zwischen 1825 und 1827 Kongressabgeordneter für den Staat New Hampshire war. Der jüngere Eastman besuchte die öffentlichen Schulen seiner Heimat und danach bis 1829 das Dartmouth College in Hanover. Nach einem anschließenden Jurastudium und seiner im Jahr 1832 erfolgten Zulassung als Rechtsanwalt begann er in Troy in seinem neuen Beruf zu praktizieren. Dort heiratete er am 20. Februar 1833 Jane Quackenbush. Im Frühjahr 1834 kehrte er nach Gilmanton zurück, wo er ebenfalls als Rechtsanwalt arbeitete. Im Jahr 1835 war er Verwaltungsangestellter im Repräsentantenhaus von New Hampshire.
Eastman war Mitglied der von Andrew Jackson gegründeten Demokratischen Partei. Zwischen 1836 und 1838 war er Abgeordneter im Repräsentantenhaus von New Hampshire und seit 1837 dessen Präsident. Von 1836 bis 1839 war er als Verwaltungsangestellter bei einem Nachlassgericht tätig. Bei den Kongresswahlen des Jahres 1838, die staatsweit abgehalten wurden, wurde Eastman für das vierte Abgeordnetenmandat von New Hampshire in das US-Repräsentantenhaus in Washington, D.C. gewählt. Dort trat er am 4. März 1839 die Nachfolge von Samuel Cushman an. Nach einer Wiederwahl im Jahr 1840 konnte er bis zum 3. März 1843 zwei zusammenhängende Legislaturperioden im Kongress absolvieren. Seit 1841 war er Vorsitzender des Committee on Revisal and Unfinished Business. Im Jahr 1842 verzichtete Eastman auf eine weitere Kandidatur.
Nach dem Ende seiner Zeit im Repräsentantenhaus wurde Ira Eastman Richter. Zwischen 1844 und 1849 war er in dieser Eigenschaft am Berufungsgericht von New Hampshire. Danach war er zwischen 1849 und 1855 beisitzender Richter am Obersten Gerichtshof seines Staates. Zwischen 1855 und 1859 war Eastman vorsitzender Richter am Superior Judical Court von New Hampshire. Seit 1859 war er auch Kurator des Dartmouth College. Im Jahr 1863 kandidierte er erfolglos gegen Joseph A. Gilmore für das Amt des Gouverneurs von New Hampshire. 1866 scheiterte er ebenfalls, als er sich für den US-Senat bewarb. Ansonsten arbeitete Ira Eastman als Anwalt. Er starb am 21. März 1881 in Manchester.